# 仙台市立南光台東小学校
仙台市立南光台東小学校（せんだいしりつ なんこうだいひがししょうがっこう）は、宮城県仙台市泉区南光台東二丁目にある公立小学校。

## 所在地
宮城県仙台市泉区南光台東二丁目16番1号

## 沿革
- 1976年（昭和51年）
  - 4月1日 - 泉市立南光台東小学校開校。開校時点の児童数280名、学級数8クラス。
  - 4月17日 - 開校式挙行。
  - 8月6日 - プール落成記念式挙行し、プール開きを行った。
- 1977年（昭和52年）2月14日 - 校歌制定記念発表会開催。
- 1988年（昭和63年）3月1日 - 仙台市との合併により、仙台市立南光台東小学校に改称。

## 通学区域
出典
- 南光台東1丁目
- 南光台東2丁目
- 南光台東3丁目
- 南光台南2丁目
- 南光台南3丁目
- 大字松森（字後沢、字下河原、字陣ケ原、字住吉、字関場、字太子堂、字長岫、字前坂）

## 進学先中学校
出典
- 仙台市立南光台東中学校

## 主な卒業生
- カジカ哲平（ミュージシャン）ソンソン弁当箱　ボーカル

## アクセス
- 仙台市営バス49系統・59系統（南光台コミュニティバス）で、「南光台東小学校入口」停留所から、
  - 校舎北側の正門（校門）まで、
    - 1番のりば（南光台商工会館前先回りの旭ケ丘駅行）から、徒歩約400m・約6分。
    - 2番のりば（南光台六丁目先回りの旭ケ丘駅行）から、徒歩約360m・約6分。

  - 校地東側の校庭側の門まで、
    - 1番のりば（南光台商工会館前先回りの旭ケ丘駅行）から、徒歩約240m・約4分。
    - 2番のりば（南光台六丁目先回りの旭ケ丘駅行）から、徒歩約200m・約3分。